# Operazione Mediterraneo Sicuro
L'operazione Mediterraneo Sicuro (precedentemente nota fino ad agosto 2022 come: operazione Mare Sicuro) è un dispositivo aeronavale con il compito di svolgere, in applicazione della legislazione nazionale e degli accordi internazionali vigenti, attività di presenza, sorveglianza e sicurezza marittima nel Mar Mediterraneo centrale in prossimità delle coste libiche. L'operazione, nata il 12 marzo 2015 come "Dispositivo aeronavale di sorveglianza e sicurezza marittima" e denominata "Mare Sicuro" il 15 aprile, vede l'impiego di mezzi aeronavali della Marina Militare italiana. 
Sebbene sia la continuità della precedente, l'operazione Mediterraneo Sicuro vede però l'allargamento dell'area di operazione che passa da 160.000 a 2.000.000 km quadrati circa, comprendendo la gran parte degli spazi internazionali marittimi del bacino mediterraneo.

## Generalità
A seguito dell'aggravarsi della crisi libica e dei crescenti rischi determinati dalla presenza di entità estremiste che innalzano sensibilmente il livello di minaccia terroristica, la Marina Militare, con l'operazione Mare Sicuro, conduce attività di protezione e sicurezza dell'ambiente marittimo, di tutela degli interessi nazionali come la libertà di navigazione lungo le vie di comunicazione, la protezione dei mezzi navali impegnati in operazioni di soccorso, dei mercantili e pescherecci italiani in area, nonché la tutela delle piattaforme energetiche.
A causa della forte instabilità geo-politica presente nel continente africano, in particolare in Libia e nelle regioni sub-sahariane, il fenomeno dell'immigrazione clandestina si è sensibilmente intensificato, pertanto anche le unità del dispositivo Mare Sicuro sono spesso coinvolte in eventi di ricerca e soccorso in quanto la salvaguardia della vita umana in mare, oltre ad essere un dovere legale, previsto dalle norme che regolano il diritto internazionale, è un dovere morale per tutti i marinai. Sino al novembre 2015, le unità del dispositivo hanno effettuato oltre 200 soccorsi salvando oltre 34.000 vite umane.
Il dispositivo opera in un'area di mare estesa circa 160.000 km², situata nel Mediterraneo centrale e prospiciente le coste libiche. Al dispositivo sono assegnate fino a cinque unità navali che operano in maniera continuativa in mare, garantendo in tal modo un alto livello di operatività ed una costante vigilanza nell'area di operazioni, e sono attualmente impiegati circa 750 militari.
Una stima del costo è di circa 10 milioni di euro al mese  (fonte ISPI), cifra con cui successivamente, nel 2021, si sono coperte solo le spese di affitto delle navi private impiegate per la quarantena e l'identificazione degli individui recuperati in mare.

## Obiettivi dell'operazione
Gli obiettivi dell'operazione Mediterraneo Sicuro sono i seguenti: 
- la protezione delle linee di comunicazione allo scopo di garantire un ambiente sicuro al traffico marittimo commerciale;
- la protezione di mezzi nazionali, intenti ad operare in attività SAR, dalle possibili azioni delle organizzazioni criminali;
- la raccolta informativa inerente ai movimenti terroristici e l'organizzazione dei traffici illeciti;
- la condotta di attività di deterrenza e contrasto alle organizzazioni criminali dedite ai traffici illeciti via mare tra cui la tratta di esseri umani;
- la sorveglianza e la protezione delle piattaforme petrolifere di interesse nazionale e delle attività della flotta peschereccia italiana.

## Composizione del dispositivo
Il dispositivo aeronavale predisposto per l'operazione è così articolato:
- fino a 6 unità, tra navi e sommergibili, di cui una con capacità di comando e controllo nonché sanitaria;
- elicotteri imbarcati;
- una componente per la protezione marittima composta da militari della Brigata marina "San Marco" e incursori di Marina;
- velivoli per sorveglianza e ricognizione dell'Aeronautica Militare basati a terra;.

Inoltre, in cooperazione con le forze nazionali del Dispositivo, nelle acque antistanti le coste libiche, opera una unità navale irlandese.

### Unità partecipanti
Di seguito, le unità della Marina Militare italiana che hanno preso parte all'operazione dal 12 marzo 2015 al dicembre 2017:
- Luigi Durand de La Penne
- Francesco Mimbelli
- Caio Duilio
- San Giusto
- Carlo Bergamini
- Virginio Fasan
- Carlo Margottini
- Aliseo
- Espero
- Euro
- Zeffiro
- Aviere
- Bersagliere
- Driade
- Fenice
- Sfinge
- Comandante Bettica
- Comandante Borsini
- Comandante Cigala Fulgosi
- Comandante Foscari
- Sirio
- Libra
- Spica
- Vega
- Luigi Rizzo
- Alpino

## Eventi di particolare rilievo
- Sequestro del motopesca Maka nei giorni 4 e 5 aprile 2015: l`evento riguarda il sequestro, ad opera delle fregate Bergamini e Bersagliere, inserite nel dispositivo Mare Sicuro del motopesca Maka, scoperto mentre era intento al rimorchio in acque internazionali, dalla Libia verso Lampedusa, di un barcone in legno carico di circa 250 migranti. Successivamente al soccorso dei migranti ad opera di un mezzo della Capitaneria di Porto, l'imbarcazione è stata fermata e ispezionata dalla squadra di specialisti imbarcati sulle unità del dispositivo Mare Sicuro e l'equipaggio del Maka è stato prelevato in quanto sospettato di reato di favoreggiamento all`immigrazione clandestina, per la successiva consegna all'autorità giudiziaria competente. Il motopesca Maka è stata rimorchiato dalla nave Bersagliere fino alle acque antistanti Lampedusa dove è stato consegnato alla Capitaneria di Porto.

- Sventato sequestro del motopesca italiano Airone nel giorno 17 aprile 2015: la fregata Bergamini, in pattugliamento nell'area di operazione Mare Sicuro, è intervenuta in soccorso del motopesca nazionale Airone, sequestrato a circa 50 miglia nautiche a nord-ovest di Misurata e dirottato verso la città libica da un rimorchiatore appartenente alla Capitaneria di Porto libica. Un gruppo di militari della nave Bergamini, in coordinamento con il Comandante del motopesca, si è infiltrato a bordo e ha acquisito il controllo del peschereccio mettendolo in sicurezza.

- Azione "Twins" con fermo di scafisti del giorno 21 ottobre 2015: il cacciatorpediniere Durand De La Penne, assetto del dispositivo Mare Sicuro, ha localizzato due imbarcazioni sospette, intente in attività di rimorchio e prive di bandiera a circa 90 miglia nautiche a nord-ovest della città libica di Derna. All'alba del 21 ottobre, la nave Fasan, unità di bandiera del dispositivo, e la nave Durand De La Penne, in stretto coordinamento con la procura di Siracusa, con il concorso degli elicotteri e dei team specialistici di incursori e militari della Brigata marina "San Marco" imbarcati, hanno intrapreso un'azione congiunta di investigazione e di intervento sui natanti sospetti, conclusasi con il fermo dei 17 membri dell'equipaggio, presunti scafisti, i quali sono stati condotti ad Augusta e consegnati all'autorità giudiziaria.